# 弦 (弓)

弓の模式図。3の赤い部分が弦

弦（和弓の場合はつる、アーチェリーの場合はげん、英: string）は、弓の両端に張る糸。弓弦（ゆみづる、ゆづる）ということもある。
材料は、苧（からむし）や麻などの自然界から得た繊維を束ねて用いるほか、現在では、ポリアミド系樹脂であるケブラーなど、化学繊維も多く使用される。

## 和弓の弦
弓道で用いられている和弓の弦は、すべて「S字巻き」である。弦を選ぶときは、弓の強さに応じて太さを決める。麻弦の太さは重さで表現し、単位は匁を使う。化学繊維の弦の太さの規格は線密度によってn号と表現される。丈夫で安価な化学繊維のものも普及しているが、現在でも高段者を中心に麻弦を愛用する人も多い。その理由としては、弦音（つるね）が技術の良否の判断材料となる、化学繊維は丈夫過ぎて弓に負担がかかり（特に竹弓の）破損の原因となる、化学繊維よりも伸びが少ない、等がある。
昔の戦場用の弓は漆塗りで、弦にも漆を塗って雨天対策としていた。

### 弦輪（つるわ）
弦の両端の、弓弭（弓の上下端）に掛ける輪の部分。弓に合わせて自分で長さ、輪の大きさを調整する。上側を日の輪、下側を月の輪という。日の輪は陽であり赤い布、月の輪は陰であり白い紙を巻いてある事が多い。しかし伸用の弦の月の輪の色は紫（紺色）をしている。弔事（故人の追悼射会や、まれに葬儀における鳴弦の儀など）の際には日の輪に黒い布を巻く。また、弦輪の結び目の部分を三ツ頭（みつがしら）という。左右が非対称なので、表裏（前後）がある。これを間違えると結び目が緩む。弓を張る場合は、まず日の輪を末弭（上弭）に掛け、弓をたわませて月の輪を本弭（下弭）に掛ける。

### 中仕掛（なかじかけ）
矢の筈をはめる部分は、補強と太さの調節を兼ねて、切れた弦をほぐした繊維を巻き付けておく。ここを中仕掛という。ときどき中仕掛を作らない人がいるが、これは弦の寿命が短くなるのであまり感心されない。中仕掛より上を上弦（うわづる）、下を下弦（したづる）と呼ぶ。

### 薬煉（くすね）
補強のために弦に塗る、松脂を油で煮て練ったもの。麻弦のときは特に、使用前と使用後に麻薬煉（まぐすね＝薬煉を塗る道具）でこすって薬煉を弦によく染みこませておかないと弦の寿命が縮む。
かつては薬煉は滑り止めとして手に塗る（「鍋に油を引く」等の意味の「ひく」）のにも使われており、そこから十分に準備して待ち構えることを「手薬煉（てぐすね）をひく」というようになった。

### 和弓用弦の種類
・弓神　・飛天　・ヤマト　・光　・茜　・ひのくに翔美　・正弦　・快翔　・流星　・昴　・金龍弦　・飛翔　・天弓　・天弓翠　・響　・響R　・響2005　・千本弦　・橘　・朱雀　・無弦
・稲妻　・かえる弦　・あすか　・昇龍　・吟龍　・翡翠　・紅　・嵐　・弦音　・直心　・兜　・鵬　・つばさ　・桜　・回天　・鎮西　・プラスアルファ　・宝城　・桂
・春風　・雲仙　・富士　・駿河　・戎　・的印　・梓　・筑紫次郎　・光月　・谷口　・極
生産中止の弦　・龍鳴

## アーチェリーの弦
アーチェリーでは、弦をストリングという。
日本語表記の「弦」の場合も「つる」と読まず「げん」と読む場合が多い。